# مجموعة الاتصال المعنية بالقرصنة قبالة سواحل الصومال
مجموعة الاتصال المعنية بالقرصنة قبالة سواحل الصومال، والمختصرة باسم CGPCS، هي آلية دولية للحوكمة أنشئت في نيويورك في 14 يناير 2009 لتسهيل المناقشة وتنسيق الإجراءات بين الدول والمنظمات لقمع القرصنة الصومالية.
تم إنشاء المجموعة استجابة لقرار مجلس الأمن التابع للأمم المتحدة 1851 (2008)، وتم لاحقًا استبداله بقرار مجلس الأمن التابع للأمم المتحدة 1918 (2010). وحتى الآن، أصبحت أكثر من 60 دولة ومنظمة دولية جزءًا من هذا الفريق، وكلها تعمل على منع القرصنة قبالة السواحل الصومالية.

## إجراءات العمل
تجتمع المجموعة في شكلين هما اجتماع عام ومجموعات عمل نصف سنوية بالإضافة إلى عدة مجموعات فرعية مخصصة. لا تملك المجموعة أمانة دائمة. يتم التناوب على رئاسة الجلسة العامة والفرق العاملة. نتائج الجلسة العامة هي ما يسمى البيانات الرسمية.

## مجموعات العمل
حتى بدء عملية الإصلاح في عام 2014، كان لدى المجموعة خمس مجموعات عمل:
- مجموعة العمل 1 -التعاون البحري- «ضمان التنسيق العملياتي البحري الفعال ودعم بناء القدرات القضائية والجنائية والبحرية للدول الإقليمية لضمان أن تكون أفضل تجهيزًا لمواجهة القرصنة وتحديات الأمن البحري» (الرئيس: المملكة المتحدة)
- مجموعة العمل 2 -القضايا القانونية- «تقدم إرشادات محددة وعملية وسليمة من الناحية القانونية إلى المحموعة والدول والمنظمات بشأن جميع الجوانب القانونية لمكافحة القرصنة» (الرئيس: الدنمارك)
- مجموعة العمل 3 -إجراءات الدفاع عن النفس- «يناقش شواغل الدول المشاركة والصناعة البحرية والمجموعات العمالية فيما يتعلق بالإجراءات التي ينبغي استخدامها لتوفير إجراءات للدفاع عن النفس لحماية السفن من الاختطاف من قبل القراصنة في المياه عالية الخطورة قبالة الصومال» (الرئيس: جمهورية كوريا)
- مجموعة العمل 4 -الدبلوماسية العامة- «تركز بشكل أساسي على جانب الدبلوماسية العامة لمشكلة مكافحة القرصنة قبالة سواحل الصومال. وتهدف إلى زيادة الوعي بمخاطر القرصنة وإبراز أفضل الممارسات للقضاء على هذه الظاهرة الإجرامية»(الرئيس: مصر)
- مجموعة العمل 5 -تدفق الأموال غير القانونية- «تنسق الجهود الدولية لتحديد وتعطيل الشبكات المالية لقادة القراصنة ومموليهم» (الرئيس: إيطاليا)

بعد عملية الإصلاح لعام 2014، تتكون مجموعة الاتصال من ثلاث مجموعات عمل. تركز مجموعة العمل الأولى على تنسيق بناء القدرات وتواصل عمل مجموعة العمل الأولى السابقة ومجموعتها الفرعية (مجموعة تنسيق بناء القدرات) في هذا المجال. تركز مجموعة العمل الثانية على العمليات في البحر وتواصل عمل الفريقين الأول والثالث السابقين. مجموعة العمل الثالثة هي الفريق الخامس السابق وتواصل العمل في مجال تعقب الشبكات المالية للقرصنة والعمل من أجل مقاضاة القراصنة. توقف عمل الفريق الثاني والرابع. تم استبدال الفريق الثاني بمنتدى افتراضي قانوني للقرصنة. 

## الدروس المستفادة
في عام 2014، بدأت المجموعة مشروع الدروس المستفادة. كانت نقطة البداية للمشروع هي أن المجموهة تمثل نوعًا فريدًا وناجحًا جدًا من آلية الحوكمة وأن هذه التجربة تتطلب أن يتم تسجيلها. تم تشكيل اتحاد الدروس المستفادة الذي يضم المنظمات غير الحكومية «محيطات ما بعد القرصنة» ، ومعهد الاتحاد الأوروبي للدراسات الأمنية، ومشروع إدارة مكافحة القرصنة في جامعة كارديف . يتم نشر نتائج المشروع على موقع ويب مخصص ، والذي يعمل أيضًا كموقع ويب رسمي ومستودع للمجموعة.

## الإنجازات
نقلت وزارة الخارجية الأمريكية مؤخرًا عن إنجازات المجموعة:
- تسهيل التنسيق التشغيلي لجهد بحري دولي غير مسبوق من أكثر من 30 دولة تعمل معًا لحماية السفن العابرة.
- الشراكة مع صناعة النقل البحري لتحسين وتعزيز أفضل ممارسات الإدارة التي يمكن أن تتخذها السفن التجارية والأطقم لتجنب هجمات القراصنة وردعها وتأخيرها ومكافحتها.
- تعزيز قدرة الصومال ودول أخرى في المنطقة على مكافحة القرصنة، ولا سيما من خلال المساهمة في صندوق الأمم المتحدة الاستئماني لدعم مبادرات الدول التي تكافح القرصنة قبالة سواحل الصومال.
- إطلاق مبادرة جديدة تهدف إلى تعطيل مشروع القرصنة على الشاطئ، بما في ذلك الشبكات المالية المرتبطة بها، من خلال مناهج مماثلة لتلك المستخدمة لمعالجة أنواع أخرى من شبكات الجريمة عبر الوطنية المنظمة.

## روابط خارجية
- موقع المنظمة